# Численность последователей основных религий
Большинство жителей Земли являются религиозными, исповедуя ту или иную форму религии.
Крупнейшей (по числу последователей) религией мира является христианство; на протяжении XX века доля христиан в общем населении Земли практически не изменялась, оставаясь равной 33 %. Второй мировой религией считается ислам (23 % населения мира). Численность неверующих (в том числе агностиков, атеистов и др.) является весьма дискуссионной и оценивается различными исследованиями в 11—16 % населения планеты. Немалую долю в населении мира составляют индуисты (14—15 %), буддисты (7 %) и сторонники традиционных религий.

## Последователи религий в 2010 году

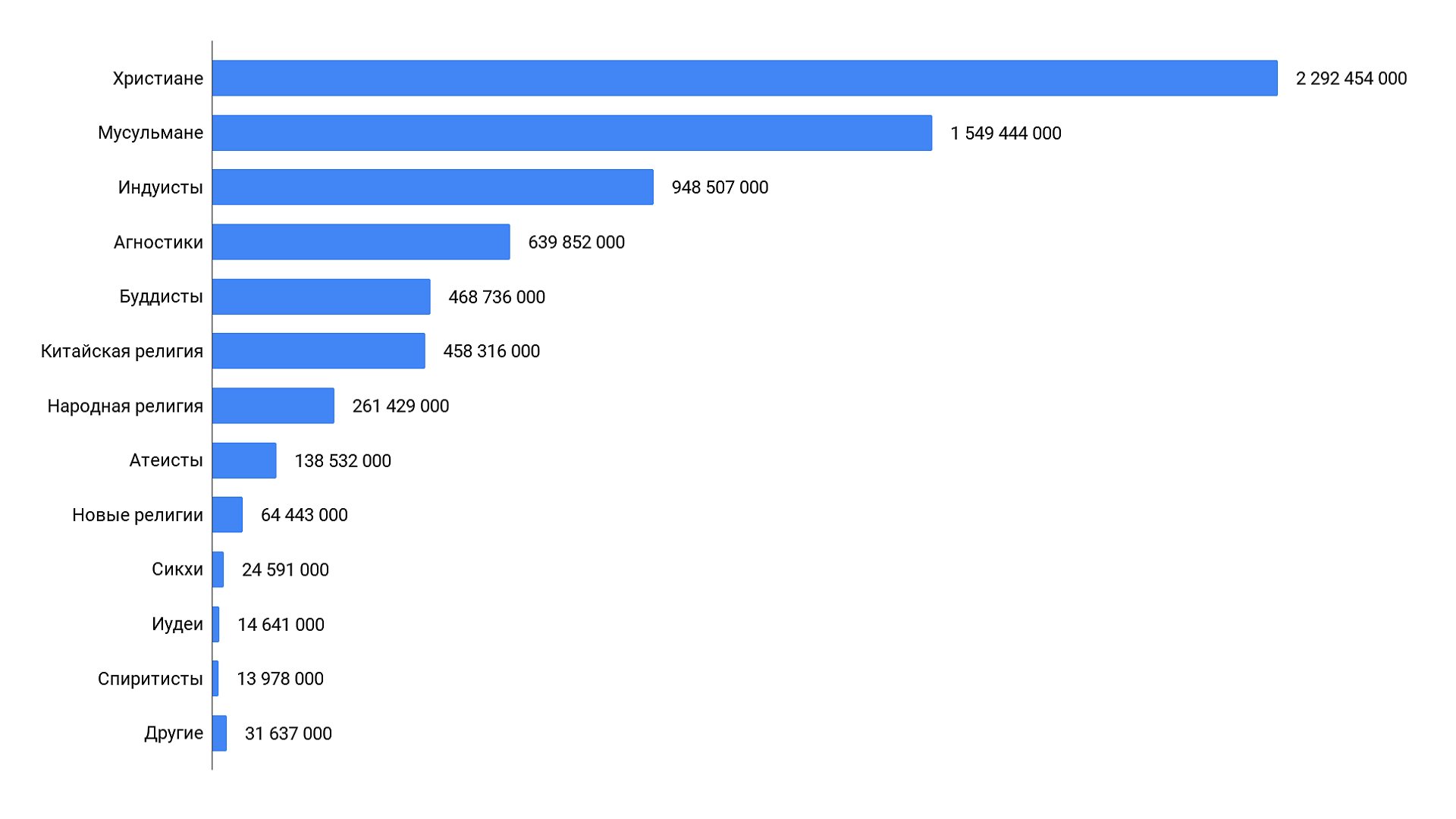
Религиозные и безрелигиозные группы численностью более 10 млн человек, 2010 год, чел. (по данным: Дж. Мелтон. Религии мира)

В таблице, представленной ниже, указаны данные о численности последователей основных религий. Данные приведены на 2010 год и взяты из трёх источников — энциклопедии «Религии мира» Дж. Мелтона, энциклопедии «Британника» и отчёта американского исследовательского центра Pew Research Center (PRC).
| №  | Религия           | «Религии мира» | «Религии мира» | «Британника»  | «Британника» | PRC              | PRC              |
| -- | ----------------- | -------------- | -------------- | ------------- | ------------ | ---------------- | ---------------- |
| 1  | Христиане         | 2 292 454 000  | 33,2 %         | 2 280 616 000 | 33,0 %       | 2 173 180 000    | 31,5 %           |
| 2  | Мусульмане        | 1 549 444 000  | 22,4 %         | 1 553 189 000 | 22,5 %       | 1 598 510 000    | 23,2 %           |
| 3  | Индуисты          | 948 507 000    | 13,7 %         | 942 871 000   | 13,6 %       | 1 033 080 000    | 15,0 %           |
| 4  | Агностики         | 639 852 000    | 9,3 %          | 659 781 000   | 9,6 %        | 1 126 500 000    | 16,3 %           |
| 5  | Буддисты          | 468 736 000    | 6,8 %          | 462 625 000   | 6,7 %        | 487 540 000      | 7,1 %            |
| 6  | Китайская религия | 458 316 000    | 6,6 %          | 454 404 000   | 6,6 %        | 405 120 000      | 5,9 %            |
| 7  | Народная религия  | 261 429 000    | 3,8 %          | 269 723 000   | 3,9 %        | 405 120 000      | 5,9 %            |
| 8  | Атеисты           | 138 532 000    | 2,0 %          | 137 564 000   | 2,0 %        | см. «неверующие» | см. «неверующие» |
| 9  | Новые религии     | 64 443 000     | 0,9 %          | 63 684 000    | 0,9 %        | см. «другие»     | см. «другие»     |
| 10 | Сикхи             | 24 591 000     | 0,4 %          | 23 738 000    | 0,3 %        | см. «другие»     | см. «другие»     |
| 11 | Иудеи             | 14 641 000     | 0,2 %          | 14 824 000    | 0,2 %        | 13 850 000       | 0,2 %            |
| 12 | Спиритисты        | 13 978 000     | 0,2 %          | 13 732 000    | 0,2 %        | см. «другие»     | см. «другие»     |
| 13 | Даосы             | 9 017 000      | 0,1 %          | 8 429 000     | 0,1 %        | см. «другие»     | см. «другие»     |
| 14 | Бахаи             | 7 447 000      | 0,1 %          | 7 337 000     | 0,1 %        | см. «другие»     | см. «другие»     |
| 15 | Конфуцианцы       | 6 461 000      | 0,1 %          | 6 516 000     | 0,1 %        | см. «другие»     | см. «другие»     |
| 16 | Джайны            | 5 749 000      | 0,1 %          | 5 276 000     | 0,1 %        | см. «другие»     | см. «другие»     |
| 17 | Синтоисты         | 2 782 000      | 0,0 %          | 2 772 000     | 0,0 %        | см. «другие»     | см. «другие»     |
| 18 | Зороастрийцы      | 181 000        | 0,0 %          | 178 580       | 0,0 %        | см. «другие»     | см. «другие»     |
| 19 | другие            | —              | —              | 1 427 000     | 0,0 %        | 58 110 000       | 0,8 %            |
| —  | Мир, всего        | 6 906 560 000  | 100 %          | 6 908 689 000 | 100 %        | 6 895 890 000    | 100 %            |

## Основные религии

### Христианство
Последователи крупнейшей мировой религии не сохранили единства и распадаются на десятки тысяч деноминаций. Условно всех христиан можно разделить на 4 основных направления:

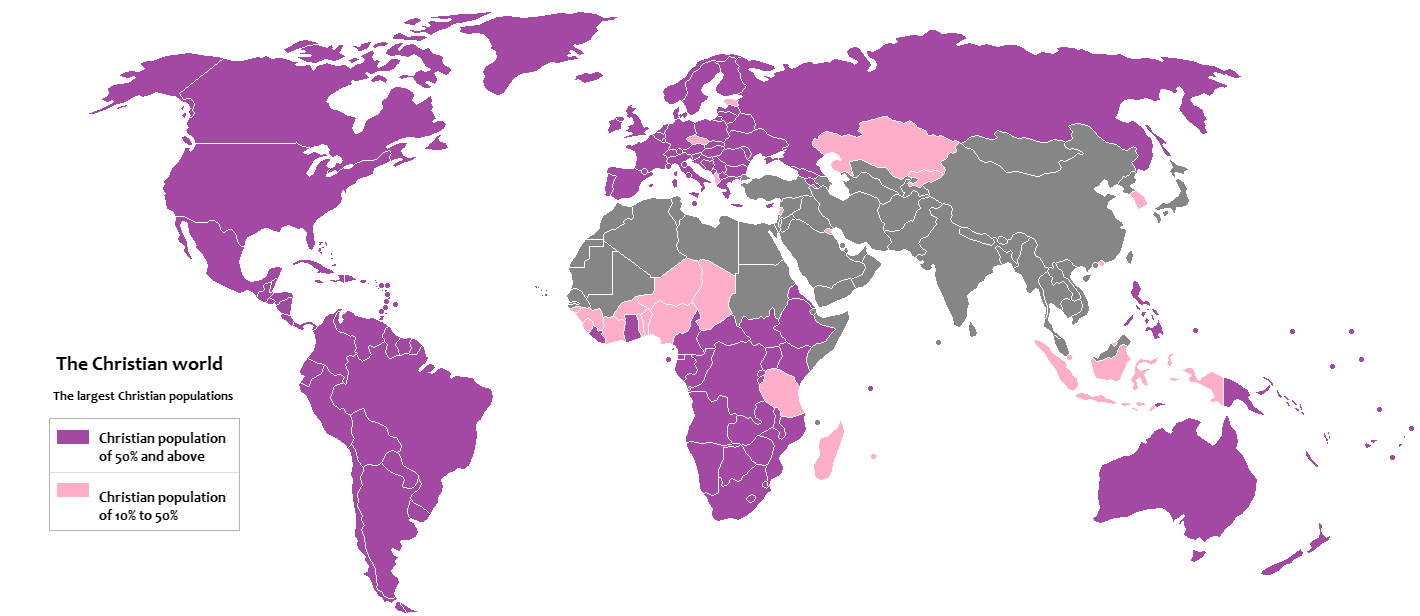
Доля христиан в разных странах мира

- Католики объединяют более половины христиан мира (1,2 млрд). Подавляющее большинство католиков являются членами Римско-католической церкви.
- Протестанты являются вторым, по числу верующих, направлением в христианстве и насчитывают 800 млн верующих[4][5]. Крупнейшую конфессию внутри протестантизма представляют пятидесятники (279 млн)[6]. Другими крупными протестантскими группами, насчитывающими десятки миллионов последователей каждая, являются англикане, баптисты, лютеране, методисты, пресвитериане с реформатами и др.
- Православные и верующие нехалкидонских церквей условно объединены исследователями в третье направление христианства. Оно включает в себя верующих 15 автокефальных православных церквей (180—227 млн), верующих нехалкидонских («древних восточных») церквей (70 млн) и сторонников церквей, не признанных мировым (каноническим) православием (17 млн).
- Маргинальные христиане насчитывают в своих рядах 33 млн последователей. В этом направлении объединены никак не связанные между собой парахристианские группы (мормоны, свидетели Иеговы и др.).

Христиане составляют большинство населения Европы, Северной и Латинской Америк, Океании. В Африке доля христиан достигла 47,9 %; в Азии последователи Христа составляют лишь 8,5 % населения (278 млн верующих).

### Ислам
Не существует общепринятых классификаций течений в исламе. Отчёты, выпускаемые Pew Research Center, делят мусульман на суннитов (87—90 % всех мусульман в 2009 году) и шиитов (10—13 %). При этом авторы исследований признают, что в исламе есть и другие группы, а также общеисламское течение суфизм. «Всемирная христианская энциклопедия» (World Christian Encyclopedia, WCE) делит ислам на следующие 3 течения:
- сунниты (84,4 % от всех мусульман). Согласно источнику, свыше половины суннитов (53 %) придерживаются ханафитской правовой школы; сторонники шафиитского и маликитского мазхабов составляют соответственно 24 % и 22 %. Самый малочисленный мазхаб — ханбалитский — насчитывает 2,3 млн последователей. Среди суннитов источник отдельно выделяет представителей сектантского суннизма — ваххабитов (7 млн).

Доля мусульман в разных странах мира

- шииты (14,3 % мусульман). Преобладающим направлением в рамках шиитского ислама являются иснаашариты (более 80 %, цифра включает и усулитов, и ахбаритов). Низариты и мусталиты в совокупности представляют второе по численности движение в шиитской ветви ислама — исмаилизм (14 % всех шиитов). Зейдиты (вместе с нуктавитами) объединяют почти 5 % всех шиитов. Остальные шиитские движения (алавиты, шейхиты, Ахл-е Хакк, бекташи и др.) крайне малочисленны.

- исламские схизматики (1,3 % мусульман). В данную группу включены различные, не связанные между собой, исламские секты. Крупнейшей среди представленных в этой группе организаций является ахмадие (8 млн в 2000 году). Чёрные мусульмане (Нация ислама, Мавританский научный храм, Пятипроцентники, Объединённая нация ислама, Американское общество мусульман[англ.]) в 2000 году насчитывали 1,65 млн сторонников. Энциклопедия включает в группу исламских схизматиков ещё две категории: хариджитов (1,64 млн, все они — ибадиты) и друзов (834 тыс.). Русскоязычные источники обычно определяют хариджитов как одно из трёх основных течений в исламе (наряду с суннитами и шиитами)[10][11], а друзы обычно рассматриваются как шиитская секта[12][13]. Остальные исламские секты объединяют 2,66 млн сторонников.

Ни на одном континенте мусульмане не составляют большинства. Наибольшая доля мусульман — в Африке (40,5 % или 334 млн) и Азии (26 % или 913 млн). Доля мусульман в Европе составляет 5,6 % (39 млн; вместе с азиатской частью России), в Северной Америке и Океании — по 1,6 % (5,7 млн и 422 тыс. соответственно), в Латинской Америке лишь 0,3 % (1,65 млн).

### Индуизм
Современный индуизм распадается на 5 основных направлений:

Доля индуистов в разных странах мира

- вайшнавизм по числу верующих является крупнейшим направлением индуизма. В 2000 году 68 % всех индуистов были вайшнавами[9].

- шиваизм является вторым направлением индуизма (по числу верующих). В 2000 году 26 % индуистов придерживались традиции почитания Шивы[9].

- шактизм в 2000 году объединял 3 % индуистов всего мира.

- реформированный индуизм представлен обществом Рамакришны, движениями Арья-самадж, Брахмо-самадж и др. Общее число сторонников реформированного индуизма в 2000 году составляло 4 млн человек (0,5 % индуистов)[9].

- Неоиндуизм представлен различными организациями, такими как Трансцендентальная медитация, Ананда марга, Центр Шри Чинмоя, Общество божественной жизни, Брахма Кумарис, Международное общество сознания Кришны, Миссия божественного света[англ.] и др. Неоиндуизм является самым быстрорастущим направлением в индуизме. В 2000 году в мире насчитывалось 15,2 млн адептов новых религиозных движений неоиндуистской направленности[9].

Большинство индуистов (814 млн) проживают в Азии, где они составляют 22,6 % населения. В Океании индуисты (439 тыс.) составляют 1,5 % населения. Доля индуистов в населении остальных частей света не превышает 1 %. В Африке проживает 2,5 млн индуистов, в Северной Америке — 1,8 млн, в Европе 871 тыс., в Латинской Америке — 747 тыс.

### Буддизм

Доля буддистов в разных странах мира

Буддизм не является единой религией и распадается на сотни школ. Принято выделять 3 основных направления в буддизме:
- Махаяна является крупнейшим направлением буддизма по числу верующих. В 2000 году 56 % буддистов мира были приверженцами Великой колесницы.
- Тхеравада представляет собой старейшее направление буддизма. В 2000 году 38 % буддистов мира принадлежали одной из школ тхеравады.
- Тибетский буддизм исповедуют 6 % буддистов.

Большинство буддистов (87 % или 408 млн) проживают в Азии. За пределами этой части света значительное число буддистов можно встретить в Северной Америке (3,7 млн) и Европе (1,7 млн). На других частях света численность буддистов невелика: в Латинской Америке их 672 тыс., в Океании — 448 тыс., в Африке — 247 тыс.

### Иудаизм

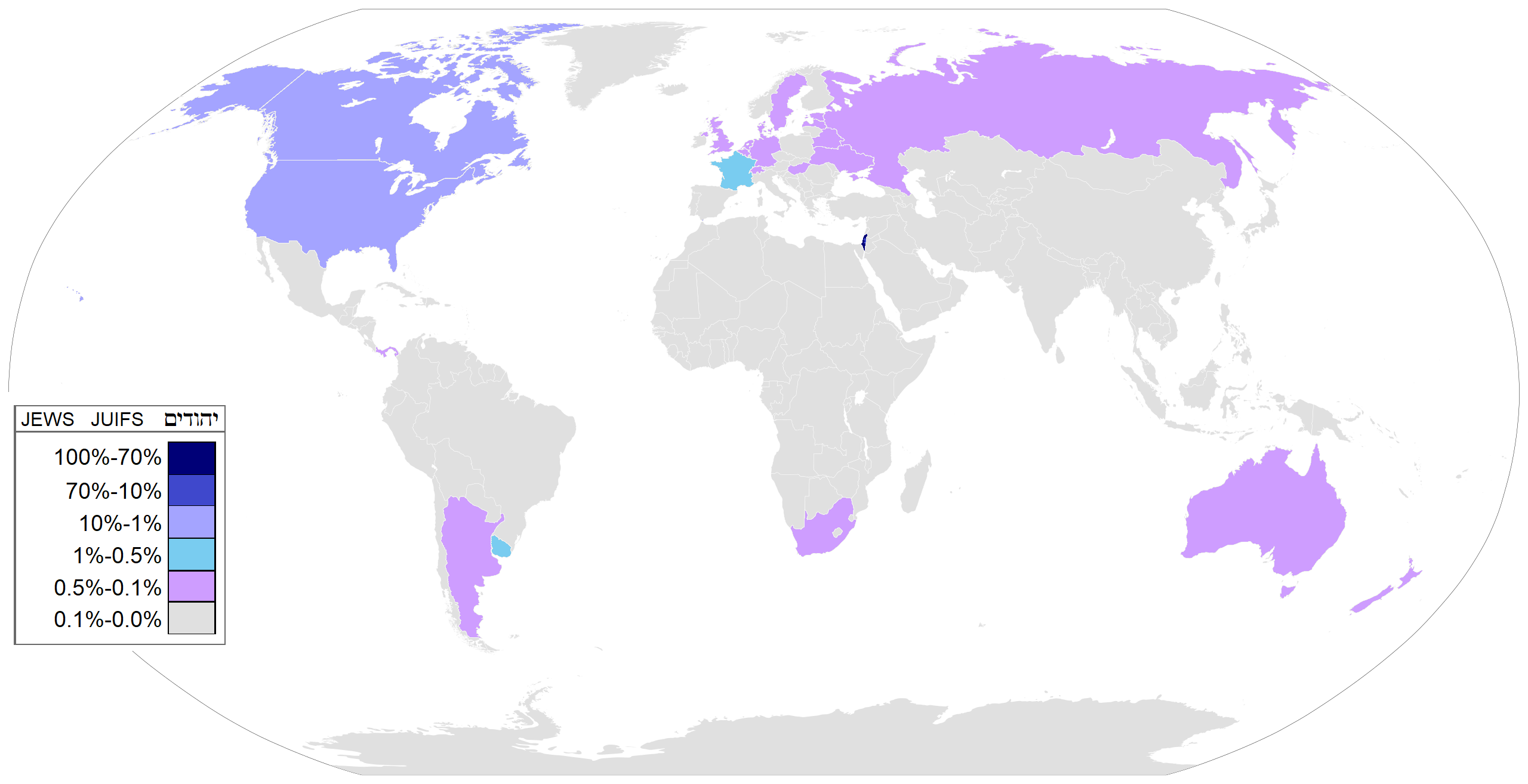
Доля иудеев в разных странах мира

Иудаизм распадается на ортодоксальный (традиционный), реформистский (прогрессивный), консервативный, реконструктивистский. Иногда отдельно выделяют хасидизм, иногда его определяют в ортодоксальный иудаизм. Иногда в иудаизме выделяют сектантский иудаизм (самаритяне, караимы) и маргинальный иудаизм (чёрный иудаизм и др.). Место мессианских евреев, занимающих промежуточное положение между христианством и иудаизмом, в конфессиональной классификации спорно.
Во «Всемирной христианской энциклопедии» верующие иудеи разделены на субэтнические группы. Согласно подобной методике, группами внутри иудаизма являются:
- Ашкеназы — 11 млн
- Мизрахим — 2,4 млн
- Сефарды — 1 млн
- Караимы — 24 тыс.
- Самаритяне — 0,5 тыс.

Большинство верующих иудеев проживают в двух странах мира — Израиле (5,3 млн) и США (5,22 млн).
Соответственно, по числу иудеев среди частей света лидируют Азия (5,97 млн) и Северная Америка (5,67 млн). Немало иудеев в Европе — 1,9 млн. В Латинской Америке иудаизм исповедуют 907 тыс. жителей; в Африке — 125 тыс., в Океании — 101 тыс.

### Другие религии
На протяжении всего XX века доля последователей традиционных религий и верований неуклонно падала. Однако в конце XX века традиционные верования обратили на себя внимание возрождением европейского язычества (неоязычество). Очевидно, что данная группа включает в себя тысячи различных религиозных традиций, весьма слабо связанных между собой. Тем не менее, иногда верующих традиционных религий делят на две основные группы: анимисты (95 %) и шаманисты (5 %).
Большинство последователей этнических религий проживают в Азии (133,7 млн) и Африке (92 млн); при этом в Африке они составляют более 10 % населения континента. В Латинской Америке сторонники данных религий насчитывают 3,3 млн последователей, в Северной — 1,6 млн, в Европе — 1,2 млн и в Океании — 293 тыс.
Среди традиционных верований отдельно выделяются сторонники китайской народной религии. Большинство верующих данной религии проживает в Китае (435 млн). В других азиатских странах численность верующих китайской религии составляет 32 млн. С распространением китайской диаспоры по всему миру, численность сторонников китайской религии растёт и на других континентах; в Северной Америка их 762 тыс., в Европе — 345 тыс., в Латинской Америке — 167 тыс., в Океании — 85 тыс. и в Африке — 61 тыс.
От традиционных народных верований следует отличать новые религиозные движения (НРД) и синкретические секты, несмотря на то, что большинство из них имеют этническую основу (так, различают американские, европейские, японские, корейские, вьетнамские НРД, синкретические культы индейцев и негров Америки и др.). Классификация новых религий, как и вопрос об их границах, остаются весьма дискуссионными. Азия является континентом, на котором проживают большинство (58 млн) адептов новых религий. Немало их и в обеих Америках; в Северной — 1,69 млн, в Латинской — 1,46 млн. На остальных континентах их численность невелика: 353 тыс. в Европе, 107 тыс. в Африке и 85 тыс. в Океании.
Спиритисты в данной статье выделены в отдельную группу, хотя некоторые источники относят их к новым религиозным движениям. К данной группе относятся различные афро-американские, афро-карибские и афро-бразильские религии (вуду, палерия, покомания, растафарианство, сантерия, умбанда, шангоизм и др.). Подавляющее большинство спиритистов (87 %) проживают в Латинской Америке. Границы между спиритизмом и другими религиями (в первую очередь — христианством) весьма неопределённы.
Сикхизм распадается на ортодоксальный сикхизм и сектантский сикхизм, включающих в себя десяток различных реформаторских групп и сект. Большинство сикхов проживают в Индии (22,9 млн); в остальных азиатских странах насчитывается 400 тыс. сикхов. Благодаря эмиграции заметные общины сикхов появились в Северной Америке (680 тыс.) и Европе (406 тыс.). На остальных континентах численность сикхов невелика: Африка — 58 тыс., Океания — 35 тыс., Латинская Америка — 6 тыс.
Несмотря на свою малочисленность, бахаи являются одной из наиболее дисперсно представленных религий мира. Азиатская община бахаи насчитывает 3 млн последователей, африканская — 1,7 млн. На остальных континентах численность бахаистов незначительна: Северная Америка — 786 тыс., Латинская Америка — 527 тыс., Европа — 134 тыс., Океания — 87 тыс.
Джайнизм делится на две основные ветви — дигимбару и шветамбару. Подавляющее большинство джайнов (5,5 млн) проживают в Индии; в остальных азиатских странах насчитывается лишь 13 тыс. джайнистов. Благодаря эмиграции общины джайнов появились в Северной Америке (99 тыс.), Африке (73 тыс.) и Европе (16 тыс.). В Океании ок. 2 тыс. джайнов, в Латинской Америке — 1 тыс.
Определить численность конфуцианцев крайне затруднительно, в первую очередь из-за поликонфессиональности китайцев, являющихся конфуцианцами и сторонниками китайской народной религии одновременно. Считается, что всего за пределами Китая (в первую очередь в Корее) проживают 6,5 млн конфуцианцев. За пределами Азии (6,25 млн) численность конфуцианцев незначительна. В Северной Америке проживают 142 тыс. сторонников этой религии, в Океании — 40 тыс., в Европе и Африке — по 18 тыс., в Латинской Америке — несколько сот человек.
Синтоизм делится на два основных течения — храмовый синтоизм и сектантский синтоизм. Последний объединяет десяток синтоистских сект и общин. Оценить численность синтоистов крайне затруднительно из-за поликонфессиональности японцев. Подавляющее большинство сторонников синто проживают в Азии; за её пределами крупные общины синтоистов существуют лишь в Северной и Латинской Америках (62 тыс. и 7 тыс. соответственно).
Подавляющее большинство даосов также проживают в Азии, в первую очередь — в Китае и Вьетнаме. За пределами Азии небольшие общины даосов существуют в Северной Америке (12 тыс.) и Океании (4 тыс.)
Сторонники зороастрийства также сконцентрированы преимущественно в Азии (156 тыс.). За её пределами общины зороастрийцев существуют в Северной Америке (21 тыс.), Европе (5 тыс.), Океании (2 тыс.) и Африке (1 тыс.).
В 2000 году численность езидов оценивалась в 226 тыс. человек (в 10 странах). Половина из них проживает в Ираке, остальные — в Иране, Турции, Сирии, Армении, Грузии. Небольшие общины езидов можно встретить в США, Канаде, России и Германии.
Численность мандеев оценивается в диапазоне от 15 до 20 тыс. человек; до недавнего времени все они проживали лишь в Ираке и Иране. Благодаря эмиграции небольшие общины мандеев появились в Сирии, Иордании, США, Канаде, Австралии, Новой Зеландии и некоторых европейских странах (Великобритании, Швеции и Нидерландах).

### Нерелигиозные

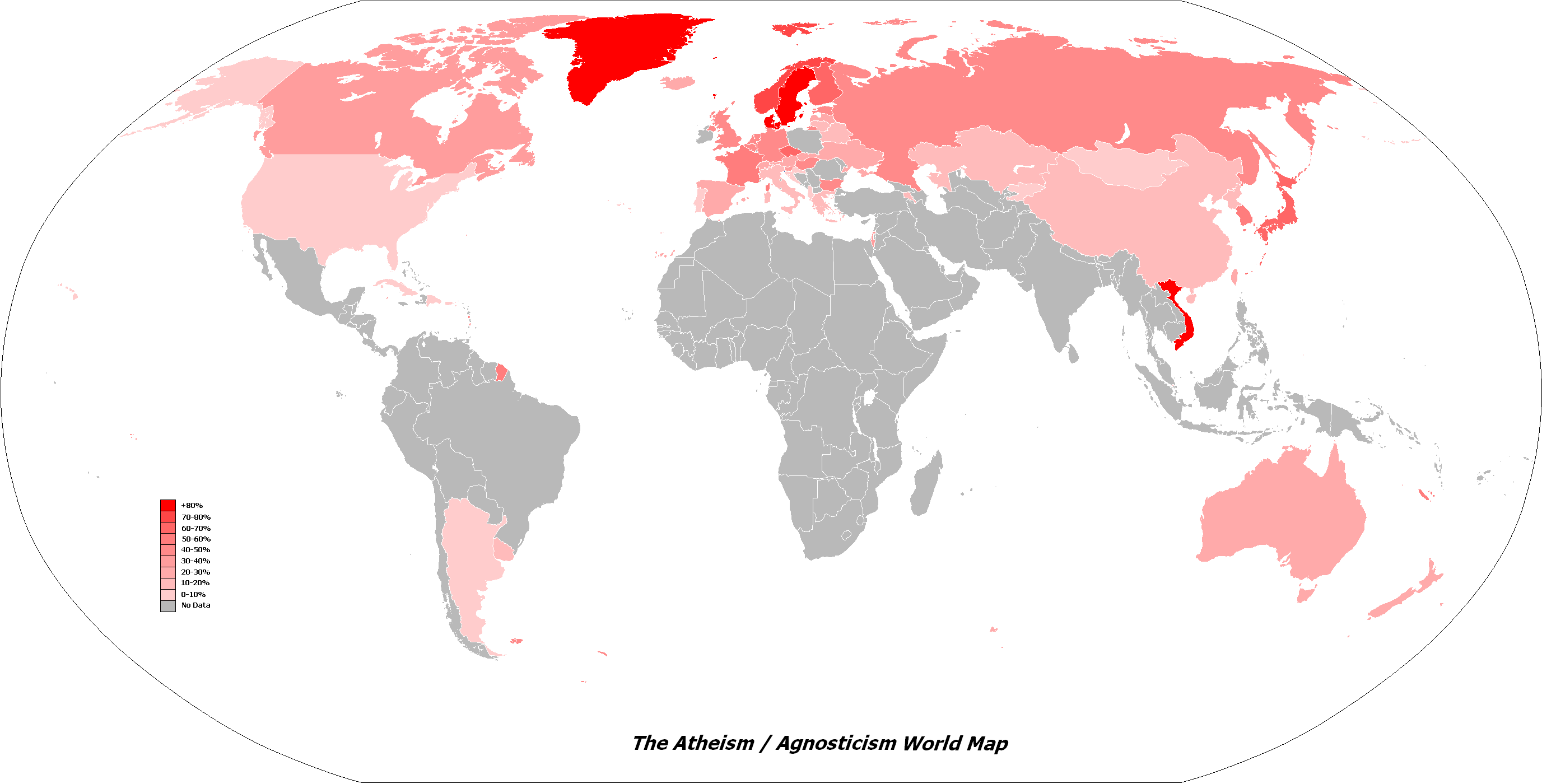
Доля неверующих в разных странах мира

Категория нерелигиозных людей включает в себя весьма разные группы убеждений. Исследователи выделяют в данной категории ряд групп, собственно нерелигиозных людей, агностиков и атеистов. К атеистам причисляют людей, убеждённых в отсутствии какого-либо божества, а также скептиков, сторонников безверия и воинствующих безбожников. К агностикам относят сторонников непознаваемости мира. К прочим нерелигиозным относят людей, не интересующихся религией или не имеющих религиозных убеждений.
Свыше половины всех нерелигиозных людей мира проживают в одной стране — Китае (413 млн агностиков и 98 млн атеистов). Значительное число нерелигиозных людей сосредоточено и в других азиатских странах (100 млн агностиков и 19 млн атеистов). Таким образом, в Азии проживает 80 % всех агностиков и 85 % всех убеждённых атеистов Земли. Значительное число неверующих и атеистов имеется в Европе (98 млн и 18 млн) и Северной Америке (41 млн и 2 млн). Существенную долю нерелигиозные люди составляют в населении Океании, где проживает 3,8 млн агностиков и 365 тысяч атеистов. В Латинской Америке проживают 15 млн агностиков и 2,5 млн убеждённых атеистов. Численность нерелигиозных людей в Африке относительно невелика (5,5 млн неверующих и 0,5 млн атеистов).

## Распространение религий
Современные религии разнятся по степени распространения. Единственной религией, представленной во всех странах мира, является христианство. Считается, что нерелигиозных людей (агностиков) можно встретить почти во всех странах мира, за исключением теократического государства Ватикан. Более чем в 100 странах мира можно встретить бахаистов, мусульман, буддистов, иудеев, индуистов, сторонников традиционных верований, китайской религии и новых религиозных движений.
В таблице, приведённой ниже, указаны религии по числу стран присутствия. Данные на 2000 год взяты из «Всемирной христианской энциклопедии», данные на 2004 — из «Энциклопедии мировых религий» Роберта Эллвуда, данные на 2010 — из энциклопедии «Британника».
| №  | Религия                | 2000 | 2004 | 2010 |
| -- | ---------------------- | ---- | ---- | ---- |
| —  | Мир, всего стран       | 238  | 238  | 232  |
| 1  | Христиане              | 238  | 238  | 232  |
| 2  | Неверующие             | 236  | 237  | 231  |
| 3  | Бахаи                  | 218  | 218  | 221  |
| 4  | Атеисты                | 161  | 219  | 220  |
| 5  | Мусульмане             | 204  | 206  | 209  |
| 6  | Буддисты               | 126  | 130  | 150  |
| 7  | Традиционные верования | 142  | 144  | 145  |
| 8  | Иудеи                  | 134  | 134  | 139  |
| 9  | Индуисты               | 114  | 116  | 125  |
| 10 | Китайская религия      | 89   | 94   | 119  |
| 11 | Новые религии          | 60   | 107  | 119  |
| 12 | Спиритисты             | 55   | 56   | 57   |
| 13 | Сикхи                  | 34   | 34   | 55   |
| 14 | Зороастрийцы           | 24   | 23   | 27   |
| 15 | Джайны                 | 10   | 11   | 19   |
| 16 | Конфуцианцы            | 15   | 16   | 16   |
| 17 | Синтоисты              | 8    | 8    | 8    |
| 18 | Даосы                  | 5    | 5    | 6    |
| —  | другие                 | 76   | 78   | 79   |

## Динамика численности в XX веке
Определённый интерес представляет динамика численности современных религий на протяжении минувшего столетия. Самой быстрорастущей религией в XX веке (в абсолютных цифрах) оставалось христианство. Однако прирост численности христиан в XX веке был равен среднемировому приросту населения, поэтому общая доля христиан в населении Земли практически не менялась.
На протяжении XX века прирост мусульман, индуистов и сикхов превышал среднемировой; доля сторонников этих религий в общемировом населении неуклонно увеличивалась. Наоборот, доля буддистов, иудеев, сторонников традиционных верований и китайской религии в XX веке уменьшилась.
Динамика численности неверующих и атеистов на протяжении XX века претерпевала значительные изменения. Бо́льшую часть столетия доля безрелигиозных людей стремительно росла, достигнув пика к 1970 году. Однако, к концу XX века доля безрелигиозных людей на планете заметно уменьшилась.
В таблице, представленной ниже, приведена динамика численности основных религий в XX веке. Данные на 1900 год взяты из «Всемирной христианской энциклопедии»; данные на 1970 год и 2000 год взяты из энциклопедии «Религии мира» Дж. Мелтона и Мартина Баумана (первое и второе издание).

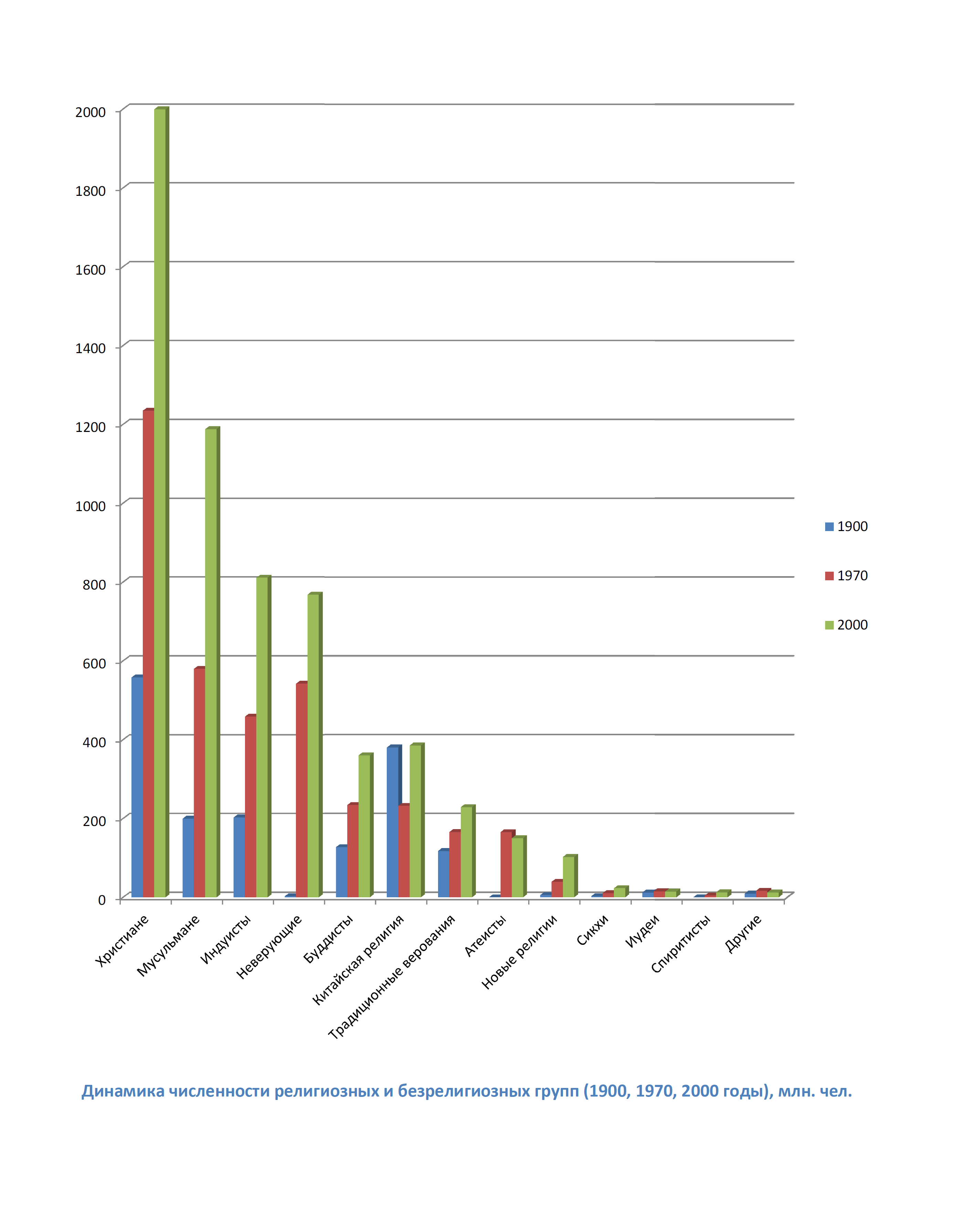
Динамика численности религиозных и безрелигиозных групп (1900, 1970, 2000 годы), млн. чел.

| №  | Религия                | 1900          | 1900   | 1970          | 1970   | 2000          | 2000   |
| -- | ---------------------- | ------------- | ------ | ------------- | ------ | ------------- | ------ |
| 1  | Христиане              | 558 132 000   | 34,5 % | 1 234 969 000 | 33,4 % | 1 999 564 000 | 33,0 % |
| 2  | Мусульмане             | 199 941 000   | 12,3 % | 579 875 000   | 15,7 % | 1 188 243 000 | 19,6 % |
| 3  | Индуисты               | 203 003 000   | 12,5 % | 458 845 000   | 12,4 % | 811 336 000   | 13,4 % |
| 4  | Неверующие             | 3 024 000     | 0,2 %  | 542 318 000   | 14,7 % | 768 159 000   | 12,7 % |
| 5  | Буддисты               | 127 077 000   | 7,8 %  | 234 028 000   | 6,3 %  | 359 982 000   | 5,9 %  |
| 6  | Китайская религия      | 380 006 000   | 23,5 % | 231 814 000   | 6,3 %  | 384 807 000   | 6,4 %  |
| 7  | Традиционные верования | 117 558 000   | 7,3 %  | 165 687 000   | 4,5 %  | 228 367 000   | 3,8 %  |
| 8  | Атеисты                | 226 000       | 0,0 %  | 165 301 000   | 4,5 %  | 150 090 000   | 2,5 %  |
| 9  | Новые религии          | 5 910 000     | 0,4 %  | 39 332 000    | 1,1 %  | 102 356 000   | 1,7 %  |
| 10 | Сикхи                  | 2 962 000     | 0,2 %  | 10 677 000    | 0,3 %  | 23 258 000    | 0,4 %  |
| 11 | Иудеи                  | 12 292 000    | 0,8 %  | 15 100 000    | 0,4 %  | 14 434 000    | 0,2 %  |
| 12 | Спиритисты             | 269 000       | 0,0 %  | 4 657 000     | 0,1 %  | 12 334 000    | 0,2 %  |
| 13 | Даосы                  | 375 000       | 0,0 %  | 1 734 000     | 0,1 %  | 2 655 000     | 0,0 %  |
| 14 | Бахаи                  | 10 000        | 0,0 %  | 2 657 000     | 0,1 %  | 7 106 000     | 0,1 %  |
| 15 | Конфуцианцы            | 640 000       | 0,0 %  | 4 759 000     | 0,1 %  | 6 299 000     | 0,1 %  |
| 16 | Джайны                 | 1 323 000     | 0,1 %  | 2 629 000     | 0,1 %  | 4 218 000     | 0,1 %  |
| 17 | Синтоисты              | 6 720 000     | 0,4 %  | 4 175 000     | 0,1 %  | 2 762 000     | 0,0 %  |
| 18 | Зороастрийцы           | 108 000       | 0,0 %  | 125 000       | 0,0 %  | —             | 0,0 %  |
| 19 | другие                 | 49 000        | 0,0 %  | —             | 0,0 %  | 1 067 000     | 0,0 %  |
| —  | Мир, всего             | 1 619 626 000 | 100 %  | 3 698 683 000 | 100 %  | 6 055 049 000 | 100 %  |

## Прогнозы
Различные исследования пытаются спрогнозировать численность сторонников основных религий на будущее. Подобные прогнозирования учитывают демографические тенденции и миссионерские усилия. В таблице, представленной ниже, даны прогнозы на 2050 год из трёх источников:
| №  | Религия в 2050 году    | «Религии мира» | «Религии мира» | WCE           | WCE    | PRC              | PRC              |
| -- | ---------------------- | -------------- | -------------- | ------------- | ------ | ---------------- | ---------------- |
| 1  | Христиане              | 3 220 348 000  | 35,0 %         | 3 051 564 000 | 34,3 % | 2 918 070 000    | 31,4 %           |
| 2  | Мусульмане             | 2 494 229 000  | 27,1 %         | 2 229 282 000 | 25,0 % | 2 761 480 000    | 29,7 %           |
| 3  | Индуисты               | 1 241 133 000  | 13,5 %         | 1 175 298 000 | 13,2 % | 1 384 360 000    | 14,9 %           |
| 4  | Агностики              | 556 416 000    | 6,1 %          | 887 995 000   | 10,0 % | 1 230 340 000    | 13,2 %           |
| 5  | Буддисты               | 570 283 000    | 6,2 %          | 424 607 000   | 4,8 %  | 486 270 000      | 5,2 %            |
| 6  | Китайская религия      | 525 183 000    | 5,7 %          | 454 333 000   | 5,1 %  | 449 140 000      | 4,8 %            |
| 7  | Традиционные верования | 272 450 000    | 3,0 %          | 303 599 000   | 3,4 %  | 449 140 000      | 4,8 %            |
| 8  | Атеисты                | 132 671 000    | 1,4 %          | 169 150 000   | 1,9 %  | см. «неверующие» | см. «неверующие» |
| 9  | Новые религии          | 63 657 000     | 0,7 %          | 118 845 000   | 1,3 %  | см. «другие»     | см. «другие»     |
| 10 | Сикхи                  | 34 258 000     | 0,4 %          | 37 059 000    | 0,4 %  | см. «другие»     | см. «другие»     |
| 11 | Иудеи                  | 16 973 000     | 0,2 %          | 16 695 000    | 0,2 %  | 16 090 000       | 0,2 %            |
| 12 | Спиритисты             | 17 080 000     | 0,2 %          | 20 709 000    | 0,2 %  | см. «другие»     | см. «другие»     |
| 13 | Даосы                  | 15 018 000     | 0,2 %          | 3 272 000     | 0,0 %  | см. «другие»     | см. «другие»     |
| 14 | Бахаи                  | 15 113 000     | 0,2 %          | 18 000 000    | 0,2 %  | см. «другие»     | см. «другие»     |
| 15 | Конфуцианцы            | 6 014 000      | 0,1 %          | 6 953 000     | 0,1 %  | см. «другие»     | см. «другие»     |
| 16 | Джайны                 | 7 943 000      | 0,1 %          | 6 733 000     | 0,1 %  | см. «другие»     | см. «другие»     |
| 17 | Синтоисты              | 2 355 000      | 0,0 %          | 1 655 000     | 0,0 %  | см. «другие»     | см. «другие»     |
| 18 | Зороастрийцы           | 170 000        | 0,0 %          | —             | —      | см. «другие»     | см. «другие»     |
| 19 | другие                 | —              | —              | —             | —      | 61 450 000       | 0,7 %            |
| —  | Мир, всего             | 9 191 294 000  | 100 %          | 8 909 095 000 | 100 %  | 9 307 190 000    | 100 %            |

### Соревнование христианства и ислама
Повышенный интерес представляет динамика численности христиан и мусульман в будущем. Учитывая, что на стыке XX и XXI века прирост мусульман в процентном соотношении опережал прирост христиан, различные футурологи делали заявления о будущем численном превосходстве мусульман над христианами и превращении ислама в крупнейшую мировую религию.
Так, всемирно известный социолог Самюэл Хантингтон в своём труде «Столкновение цивилизаций» (1993 г.) прогнозировал, что ислам станет крупнейшей религией мира в первое десятилетие XXI века; согласно указанному источнику к 2025 году доля мусульман в общем населении планеты должна достичь 30 %, а доля христиан упасть до 25 %. Первую часть данного прогноза уже можно считать опровергнутой, прогноз Хантингтона на 2025 год также опровергают большинство известных исследований. Считается, что христианство останется доминирующей религией и в 2050 году.
Относительно более долгосрочных прогнозов мнения расходятся. Согласно отчёту PRC численность мусульман и христиан сравняется к 2070 году, при этом доля каждой из религий составит 32 % населения Земли. Согласно источнику, к 2100 году ислам станет крупнейшей по числу последователей мировой религией (35 % населения), а христианство сместится на второе место (34 %). В своём исследовании аналитики PRC сделали упор на демографические данные.
Однако существуют и противоположные мнения. Ещё в 1995 году в «Энциклопедии будущего» указывалось, что христианство останется доминирующей религией и в 2200 году. При этом авторы рассматривали три возможных сценария (общий сценарий, сценарий «исламского возрождения» и сценарий «роста безрелигиозности»), однако во всех случаях к 2200 году христианство опережало ислам более чем на 1,5 млрд верующих. О доминировании христианства вплоть до 2200 года говорится и во «Всемирной христианской энциклопедии». Дэвид Барретт и Тодд Джонсон, исследуя четыре возможных сценария, также приходят к выводу о доминировании христианства как в 2100, так и в 2200 году в своём труде «World Christian Trends».

## Методология подсчёта
При определении количества верующих той или иной конфессии комбинировано используются пять основных методов:
- Отчёты религиозных организаций. При использовании подобных источников учитывается, что ряд организаций умышлено завышают (реже — занижают) число своих сторонников. Также, учитывается, что различные религиозные группы по-разному определяют членство в них: для того, чтобы стать членом некоторых конфессий, необходимо пройти длительный процесс инициации (иногда доступный лишь в сознательном возрасте).

- Переписи населения. Зачастую вопрос религиозных предпочтений включён в графы переписи населения. Данный источник признан надёжным способом определения религиозной самоидентификации. Однако значительное число стран не проводят переписей или же не включают в него вопрос о вероисповедании; к тому же переписи проводятся нечасто, и их данные могут значительно устаревать. Некоторые правительства обвиняются в фальсификации данных переписей, в том числе данных о религиозной самоидентификации.

- Опросы. Точность подобного источника получения информации во многом зависит от качества исследования, в первую очередь — от репрезентативности. Данные опросов редко способны выявить точное количество верующих малых религиозных групп. В некоторых странах представители религиозных меньшинств при опросах могут уклоняться от ответа либо давать неверный.

- Оценки, основанные на косвенных данных. Приверженцы некоторых племенных религий иногда учитываются путём подсчёта членов племени; при этом подразумевается, что все представители племени придерживаются одной религии. Некоторые православные церкви используют подобный метод. Такие оценки могут быть весьма ненадёжными.

- Полевые исследования часто используются для определения численности малых религиозных групп. Зачастую это единственный способ определения численности небольших организаций, особенно полузакрытых сект.